# Cantón de Granada
El cantón de Granada fue un cantón proclamado en la ciudad de Granada (España) el 20 de julio de 1873 ―el 21 de julio, según algunas fuentes― durante la Primera República Española. Formó parte de la rebelión cantonal iniciada por el «Cantón Murciano» proclamado en Cartagena diez días antes. El cantón se mantuvo hasta el 8 de agosto, día en que se rindió ante las tropas del general Pavía, encargado por el gobierno de Nicolás Salmerón para que pusiera fin al cantonalismo en el sur de España. 

## Proclamación del cantón
El cantón se proclamó el 20 de julio de 1873, tras conocerse la caída del gobierno de Francisco Pi y Margall. Inmediatamente se formó un Comité de Salud Pública, presidido por Francisco Lumbreras, que asumió el poder y expulsó a las autoridades gubernamentales que rehusaron sumarse a la rebelión. Según Quintín Casals Bergés, la proclamación oficial se produjo al día siguiente aunque el día 20 los insurrectos ya se habían apoderado de la ciudad. Según informó el diario conservador El Pensamiento Español , ese día «el gobernador de Granada se vio obligado a resignar el mando en la junta cantonal allí organizada, después de la manifestación de los voluntarios al grito de República federal social é independencia del cantón».
En la rebelión también participaron «internacionalistas», lo que posiblemente explica las medidas radicales que se adoptaron. Según El Pensamiento Español, el Comité de Salud Pública acordó «imponer una contribución de 100 000 duros contra los ricos. Proceder al derribo de todas las iglesias incluso el Sacro Monte, el templo más venerado en Granada. Fundir todas las campanas y establecer aceleradamente una fábrica de moneda para acuñarla con el bronce de las campanas. Incautarse de la administración de Hacienda y de todos los bienes del Estado. Dejar cesantes á todos los magistrados de la audiencia». Entre las medidas anticlericales también destacaron el encarcelamiento del arzobispo de Granada, aunque fue liberado poco después, o el envío de cientos de braceros para que derribasen la iglesia de la Trinidad y abrir así una plaza con el mismo nombre. También se prohibieron los actos religiosos en la vía pública. Todas estas medidas provocaron el abandono de la ciudad por parte de las clases acomodadas.
El general Pavía, nombrado por el gobierno de Nicolás Salmerón para que acabara con el cantonalismo en el sur peninsular, escribió en 1878 en la obra titulada Pacificación de Andalucía que en Granada imperaba la «anarquía», que «la mayoría de las personas que tenían algo que perder habían abandonado la ciudad» y que los cantonales habían impuesto una contribución «amenazando con el incendio si no se les pagaba».
Varias localidades de la provincia de Granada, como Gualchos, Sorvilán, Polopos, Almuñécar, Pulianas, Arenas del Rey, Ogíjares, Santa Fe, Guadahortuna, Benalúa de las Villas, Nívar, Lújar, Dólar, Albuñol, Molvízar, Algarinejo y Güevéjar, se sumaron al cantón. Sin embargo algunos municipios como Motril, Baza, Guadix y Loja pusieron en cuestión en alguna ocasión las decisiones del Comité de Salud Pública de Granada. La respuesta fue organizar batallones armados para presionar a estas localidades que no aceptaban la suprema autoridad del Comité granadino. En Loja, según informaba el alcalde al Gobierno, el 23 de julio: «Granada nos obliga reconocer cantón y constituir comité», por lo que cedían «por no tener elementos de defensa, aunque unánimes al lado del Gobierno».
El 25 de julio salió de Granada una columna de varios miles de voluntarios que iban a unirse a otras dos procedentes de los cantones de Sevilla y de Cádiz con el objetivo de marchar sobre Madrid y acabar con el gobierno de Salmerón. Pero en cuanto se supo que Sevilla había caído en manos de las tropas «centralistas» del general Pavía la expedición se deshizo.

## Caída del cantón
Cuando el Comité de Salud Pública del cantón de Granada tuvo conocimiento de que las fuerzas del general Pavía se acercaban a la ciudad ―el 8 de agosto, tras «pacificar» Cádiz y su provincia, Pavía se había dirigido a Córdoba para desde allí caer sobre los cantones de Granada y de Málaga― telegrafió al gobierno de Nicolás Salmerón ofreciendo la rendición a cambio de que no hubiera represalias y de que sus miembros pudieran reintegrarse en sus puestos del ayuntamiento y de la diputación.
El gobierno no solo no aceptó ninguna de las dos condiciones sino que también exigió que se devolvieran los fondos incautados y los impuestos recaudados, añadiendo a continuación que todos los miembros del Comité serían procesados. Una comisión se desplazó a Madrid, pero el ministro de la Gobernación se negó a recibirla, mientras que otra parlamentaba con el general Pavía que se encontraba en Loja, a las puertas de Granada, para pedirle que pudieran conservar sus armas, a lo que el general se negó también. Ante el fracaso de los intentos de negociación, el Comité de Salud Pública anunció el 8 de agosto la rendición del cantón mientras que sus miembros abandonaban la ciudad.
El 12 de agosto Pavía entraba a caballo en Granada sin resistencia ―solo la de algunos cantonales posicionados en los barrios altos con un cañón, pero que fueron fácilmente neutralizados― e inmediatamente ordenaba el desarme de los insurrectos de la capital y de la provincia. A continuación se puso en marcha hacia Málaga.